# Clypeosphaeria perfidiosa
Clypeosphaeria perfidiosa är en svampart som först beskrevs av De Not., och fick sitt nu gällande namn av M.E. Barr 1989. Clypeosphaeria perfidiosa ingår i släktet Clypeosphaeria och familjen Clypeosphaeriaceae.   Inga underarter finns listade i Catalogue of Life.
I den svenska databasen Dyntaxa används istället namnet Stereosphaeria perfidiosa för samma taxon.  Arten är reproducerande i Sverige.